# 밀로시 셰스티치
밀로시 셰스티치(세르비아어: Милош Шестић, 1956년 8월 8일, SR 보스니아 헤르체고비나 라크타시 ~)는 유고슬라비아와 세르비아의 전직 축구 선수로, 현역 시절 공격수로 활약했다.

## 유년 시절
라크타시(現 보스니아 헤르체고비나의 일부인 스릅스카 공화국 소재)의 인근 마을인 밀로사브치 출신인 셰스티치는 스타라 파조바(現 세르비아의 보이보디나 자치주 소재)에서 유년 시절을 보내며, 인근 예딘스트보에서 축구를 시작했다.

## 클럽 경력
츠르베나 즈베즈다의 유소년부에 합류한 셰스티치는 1974년 4월 말(올림피야 류블라나 원정 경기와 첼리크 제니차 안방 경기)에 1군 신고식을 치렀다. 그는 이후 10년을 츠르베나 즈베즈다에서 활약하며 4번의 유고슬라비아 1부 리그 우승을 거두었고,(1976-77, 1979-80, 1980-81, 그리고 1983-84) 유고슬라비아컵을 1번(1981-82) 우승했다. 1985년 겨울, 셰스티치는 그리스의 올림피아코스로 이적해 2년을 피레아스에서 보냈다. 그는 이후 보이보디나로 이적해 유고슬라비아 무대로 복귀했다. 소속 구단의 1986-87 시즌 유고슬라비아 2부 리그 우승을 도고, 셰스티치는 보이보디나 소속으로 1988-89 시즌에 1부 리그를 거머쥐었다.

## 국가대표팀 경력
국제 무대에서, 셰스티치는 유고슬라비아 국가대표팀 일원으로 1번의 유럽 선수권 대회(1984)와 1번의 월드컵(1982)에 참가했다. 그는 자국을 대표로 1번의 하계 올림픽(1980)와 1번의 지중해 게임(1979)에도 참가해 후자의 대회에서 금메달을 목에 걸었다.
셰스티치는 유고슬라비아 국가대표팀의 유로 1984의 형편 없는 성적에 다음과 같이 비판했다:
"우리는 라다노비치가 스플리트에서 득점했을 때 기뻐했고, 차라리 프랑스에 발을 들이지 않은 게 나았을 지도 모릅니다. 우리는 모두의 기대 이하로 활약했습니다. 덴마크는 우리를 5-0으로 짓밟았고, 더 많은 득점 기회도 잡았습니다. 우리는 당시 어려운 시기를 보냈습니다. 저는 베셀리노비치 감독님과 오해가 컸던 것으로 기억합니다. (이 대회에서) 우리가 기억해야 할것은 신예 스토이코비치가 엄청난 잠재력을 선보였다는 것입니다. 모두 다 떠나서, 우리는 목표의식이나 꿈도 없이 들어온 서커스 유랑단같아 보였습니다."

## 통계

### 클럽
| 구단              | 시즌      | 리그 | 리그 |
| 구단              | 시즌      | 출장 | 골   |
| ----------------- | --------- | ---- | ---- |
| 츠르베나 즈베즈다 | 1973–74   | 3    | 0    |
| 츠르베나 즈베즈다 | 1974–75   | 8    | 0    |
| 츠르베나 즈베즈다 | 1975–76   | 6    | 0    |
| 츠르베나 즈베즈다 | 1976–77   | 22   | 8    |
| 츠르베나 즈베즈다 | 1977–78   | 15   | 2    |
| 츠르베나 즈베즈다 | 1978–79   | 28   | 3    |
| 츠르베나 즈베즈다 | 1979–80   | 28   | 4    |
| 츠르베나 즈베즈다 | 1980–81   | 31   | 7    |
| 츠르베나 즈베즈다 | 1981–82   | 27   | 7    |
| 츠르베나 즈베즈다 | 1982–83   | 6    | 0    |
| 츠르베나 즈베즈다 | 1983–84   | 29   | 7    |
| 츠르베나 즈베즈다 | 1984–85   | 13   | 6    |
| 츠르베나 즈베즈다 | 합계      | 216  | 44   |
| 올림피아코스      | 1984–85   | 17   | 2    |
| 올림피아코스      | 1985–86   | 27   | 8    |
| 올림피아코스      | 1986–87   | 6    | 1    |
| 올림피아코스      | 합계      | 50   | 11   |
| 보이보디나        | 1986–87   | 14   | 5    |
| 보이보디나        | 1987–88   | 24   | 2    |
| 보이보디나        | 1988–89   | 30   | 7    |
| 보이보디나        | 1989–90   | 6    | 0    |
| 보이보디나        | 합계      | 74   | 14   |
| 제문              | 1989–90   | 13   | 2    |
| 제문              | 1990–91   | 5    | 1    |
| 제문              | 합계      | 18   | 3    |
| OFK               | 1990–91   | 10   | 2    |
| 경력 합계         | 경력 합계 | 368  | 74   |

### 국가대표팀
| 국가대표팀   | 연도 | 출장 | 골 |
| ------------ | ---- | ---- | -- |
| 유고슬라비아 | 1979 | 3    | 0  |
| 유고슬라비아 | 1980 | 3    | 0  |
| 유고슬라비아 | 1981 | 2    | 0  |
| 유고슬라비아 | 1982 | 2    | 0  |
| 유고슬라비아 | 1983 | 2    | 0  |
| 유고슬라비아 | 1984 | 7    | 2  |
| 유고슬라비아 | 1985 | 2    | 0  |
| 합계         | 합계 | 21   | 2  |

### 국가대표팀 득점 기록
아래의 점수에서 왼쪽의 점수가 유고슬라비아의 점수이다.
| # | 날짜             | 경기장                           | 상대   | 점수 | 최종결과 | 대회                 |
| - | ---------------- | -------------------------------- | ------ | ---- | -------- | -------------------- |
| 1 | 1984년 6월 19일  | 프랑스 생-테티엔 조프루아 기샤르 | 프랑스 | 1–0  | 2–3      | 유로 1984            |
| 2 | 1984년 10월 20일 | 동독 라이프치히 첸트랄슈타디온   | 동독   | 3–2  | 3–2      | 1986년 월드컵 예선전 |

## 수상

### 클럽
츠르베나 즈베즈다
- 유고슬라비아 1부 리그: 1976–77, 1979–80, 1980–81, 1983–84
- 유고슬라비아컵: 1981–82
- UEFA컵 준우승: 1978–79

보이보디나
- 유고슬라비아 1부 리그: 1988–89
- 유고슬라비아 2부 리그: 1986–87

제문
- 유고슬라비아 2부 리그: 1989–90

### 국가대표팀
유고슬라비아
- 유럽 U-21 선수권 대회: 1978
- 지중해 게임: 1979